# Joslyn Hoyte-Smith
Joslyn Yvonne Hoyte-Smith, angleška atletinja, * 16. december 1954, Barbados.
Nastopila je na olimpijskih igrah v letih 1980 in 1984, leta 1980 je osvojila bronasto medaljo v štafeti 4×400 m in se uvrstila v polfinale teka na 400 m, leta 1984 je bila v štafeti 4x400 m četrta. Na igrah Skupnosti narodov je osvojila bronasto medaljo v teku na 400 m leta 1982. Trikrat je postala britanska državna prvakinja v teku na 400 m.